# Chalciope erecta
Chalciope erecta là một loài bướm đêm trong họ Noctuidae.